# Совет министров Белорусской ССР
Совет министров Белорусской ССР (бел. Саве́т міні́страў Белару́скай ССР) — высший исполнительный и распорядительный орган государственной власти Белорусской Советской Социалистической Республики, с 1946 года до момента преобразования республики в независимое белорусское государство.

## Возникновение
Совет Министров БССР был учрежден Указом Президиума Верховного Совета от 26 марта 1946 года, вместо СНК БССР.
Это было вызвано тем, что ранее (15 марта 1946 года) вышел Закон СССР «О преобразовании Совета Народных Комиссаров СССР в Совет Министров СССР и Советов Народных Комиссаров союзных и автономных республик — в Советы Министров союзных и автономных республик».

## Полномочия и функционирование
Согласно Конституции Белорусской Советской Социалистической Республики, Совет Министров Белорусской ССР образовывался Верховным Советом Белорусской ССР в составе Председателя Совета Министров Белорусской ССР, Первого заместителя и заместителей Председателя, министров Белорусской ССР, председателей государственных комитетов Белорусской ССР.
По представлению Председателя Совета Министров Белорусской ССР Верховный Совет Белорусской ССР мог включить в состав Правительства Белорусской ССР руководителей других органов и организаций Белорусской ССР.
Совет Министров Белорусской ССР являлся подотчётным и ответственным перед Верховным Советом Белорусской ССР, а в период между его сессиями — перед Президиумом Верховного Совета Белорусской ССР. Совет Министров Белорусской ССР был обязан регулярно отчитываться о своей работе перед Верховным Советом Белорусского ССР, и сложить свои полномочия перед вновь избранным Советом на его первой сессии.
К полномочиям Совета Министров Белорусской ССР относилось решение всех вопросов государственного управления, отнесённых к ведению Белорусской ССР, поскольку они не входили, согласно Конституции, в компетенцию Верховного Совета Белорусской ССР и Президиума Верховного Совета Белорусской ССР.
В качестве постоянного органа Совета Министров Белорусской ССР, действующего между его сессиями, работал Президиум Совета Министров Белорусской ССР в составе Председателя Совета Министров Белорусской ССР, Первого заместителя и заместителей Председателя Совета Министров Белорусской ССР, а также других членов Правительства в соответствии с законом о Совете Министров Белорусской ССР. Он был необходим для решения вопросов, связанных с обеспечением руководства экономикой, и других вопросов государственного управления.
Совет Министров Белорусской ССР выдавал постановления и распоряжения на основе и во исполнение законодательных актов СССР и Белорусской ССР, постановлений и распоряжений Совета Министров СССР, организует и проверяет их исполнение. Постановления и распоряжения Совета Министров Белорусской ССР были обязательными для исполнения на всей территории Белорусской ССР.

## Председатели Совета министров БССР
- Пономаренко, Пантелеймон Кондратьевич 15 марта 1946 — 17 марта 1948
- Клещёв, Алексей Ефимович 17 марта 1948 — 24 июля 1953
- Мазуров, Кирилл Трофимович 24 июля 1953 года — 28 июля 1956 года
- Авхимович, Николай Ефремович 28 июля 1956 года — 9 апреля 1959 года
- Киселёв, Тихон Яковлевич 9 апреля 1959 года — 11 декабря 1978 года
- Аксёнов, Александр Никифорович 11 декабря 1978 года — 8 июля 1983 года
- Бровиков, Владимир Игнатьевич 8 июля 1983 года — 10 января 1986 года
- Ковалёв, Михаил Васильевич 10 января 1986 года — 7 апреля 1990 года
- Кебич, Вячеслав Францевич 7 апреля 1990 — 19 сентября 1991